# Єсюнін Сергій Миколайович
Сергій Миколайович Єсюнін (2 серпня 1968, Глухів, Сумська область) — український історик, краєзнавець, музеєзнавець, журналіст. Дослідник історії, архітектури та культури міста Хмельницького та Поділля. Провідний науковий співробітник Хмельницького обласного краєзнавчого музею. Кандидат історичних наук (2011). Заслужений працівник культури України (2009). Член Національної спілки краєзнавців України (2000). Член Національної спілки журналістів України (2005). Почесний краєзнавець України (2019).

## Біографія
Народився 2 серпня 1968 року в місті Глухові Сумської області.
У Хмельницькому мешкає з 1972 року. Від 1995 року працює у Хмельницькому обласному краєзнавчому музеї, від 2006 року — провідний науковий співробітник. Досліджує історію Поділля та Південно-Східної Волині, історію населених пунктів краю, військову історію. Захистив дисертацію на тему «Міста Подільської губернії у другій половині XIX — на початку XX ст.». Автор численних нарисів, статей і книг про історію Хмельниччини, видатних особистостей, архітектурних пам'яток, історичних подій тощо. Має понад 180 праць з історії та краєзнавства у наукових та науково-популярних збірках та понад 900 статей у періодичних виданнях. Друкувався та друкується у Хмельницьких обласних та міських газетах «Подільські вісті», «Є-Поділля», «Моя газета», «Пульс», «Поділля-спорт», «Погляд», «Проскурів», «Проскурівський телеграф» та ін. 2005 року став засновником та основним автором краєзнавчої сторінки «КраЄвид» у Хмельницькій обласній газеті «Є-Поділля». Проєкт діяв до серпня 2014 року, налічував 235 випусків «КраЄвиду».

## Видання
- Хмельницький футбол: історія, події, статистика. — Хмельницький, 2000. — 80 с.;
- Місто Хмельницький: історія, події, факти. — Хмельницький, 2004. — 112 с.;
- Вулиці міста Хмельницького. — Тернопіль, 2005. — (Серія Вулиці міст України) — 118 с.;
- Проскурів-Хмельницький: подорож у часі. — Хмельницький, 2006. — 60 с.;
- Історія міста Хмельницького: документи і матеріали. — Хмельницький, 2006. — 80 с.;
- Тихомель: початок нового літописання. — Хмельницький, 2007. — 24 с.;
- Болохівська земля. — Хмельницький, 2008. — 32 с.;
- Місто Хмельницький: історія, події, факти (видання друге, перероблене і доповнене). — Хмельницький, 2008. — 126 с.;
- Прогулянка Проскуровом. Історичні нариси. — Хмельницький, 2008. — 160 с.; [Архівовано 10 серпня 2020 у Wayback Machine.]
- Незнане Поділля. — Городок: Бедрихів край, 2012. — 156 с.;
- Плоскирів: давня історія. — Хмельницький, 2015. — 62 с.;
- Міста Поділля у другій половині ХІХ — на початку ХХ ст.: монографія — Хмельницький, 2015. — 336 с.
- Хмельниччина: минуле, що дивує, 2024. — 232 с.[2]

### У співавторстві видано
- Орловський Михайло Якимович (1807—1887): вибрані праці. (упорядник разом з А. Трембіцьким). — Кам'янець-Подільський, 2007. — 276 с.;
- Хмельниччина справжня. Фотокнига (один з авторів текстів). — Хмельницький, 2007. — 156 с.;
- Історичні пам'ятки Деражнянщини (у співавторстві з О. Кохановським). — Хмельницький, 2009. — 48 с.;
- Путівник. Хмельницька область (один з авторів текстів). — Київ: Богдана, 2010. — 320 с., іл.;
- Туристичні маршрути Хмельниччини. Туристичний путівник (один з авторів текстів). — Хмельницький: Поліграфіст-2, 2013. — 176 с., іл.

Особлива заслуга Єсюніна полягає в тому, що завдяки віднайденим історичним джерелам, вдалося «збільшити» вік Плоскиріва (Проскурів, сучасний Хмельницький), й тепер найдавнішою згадкою про місто є 1431 р.
Єсюнін брав участь у створенні багатьох музеїв Хмельницької області: меморіального Юхима Сіцінського в селі Мазники Деражнянського району, банківської справи «Промінвестбанку» у Хмельницькому, Південно-Західної залізниці та Бориса Степановича Олійника у Деражні, музею-діорами Пилявецької битви в Старій Синяві, музею історії села Копачівка Деражнянського району, музею історії локомотивного депо Гречани та ін.
Єсюнін — лауреат багатьох премій з історії та краєзнавства: обласної премії імені Юхима Сіцінського (2000), міської премії імені Богдана Хмельницького (2005), міської премії імені Михайла Орловського (2007), регіональної премії «Скарби землі Болохівської» (2008). Нагороджений Почесною відзнакою Хмельницького міського голови (2006), відзнакою Хмельницької обласної державної адміністрації «75 років Хмельницькій області» (2012).
Дійсний член Центру дослідження історії Поділля Інституту історії України НАН України, член Національної спілки краєзнавців України, член Національної спілки журналістів України. Рішенням Президії правління Національної спілки краєзнавців України від 4 червня 2013 року за значний внесок у розвиток краєзнавчого руху в Україні нагороджений Грамотою.
Указом Президента України № 708/2009 від 4 вересня 2009 року Єсюніну надано звання «заслужений працівник культури України».
2007 року, за дослідницьку працю з вивчення історії Хмельницької єпархії, Єсюнін був нагороджений грамотою Блаженнішого Володимира, Митрополита Київського і всієї України, Предстоятеля УПЦ. У травні 2012 р. за заслуги перед Українською Православною Церквою нагороджений орденом Почаївської Ікони Пресвятої Богородиці.
Краєзнавець є широко відомим у Хмельницькому та області. На журналістській акції 2010 року, що була своєрідним народним визначенням «почесних хмельничан», Сергію Єсюніну також дісталось це неофіційне звання за внесок у дослідження історії Хмельницького та Поділля.